# Molauer Land
Molauer Land é um município da Alemanha, situado no distrito de Burgenlandkreis, no estado de Saxônia-Anhalt. Tem 33,94 km² de área, e sua população em 2019 foi estimada em 1.046 habitantes.